# 李建国 (1946年)
李建国（1946年4月—），山东鄄城人，中国共产党、中华人民共和国政治人物，原副国级领导人。1946年4月生于山东菏泽鄄城，毕业于山东省鄄城一中及山东大学中文系。1971年6月加入中国共产党；是中共第十四屆中央候補委員，第十五至十八届中央委員，第十八届中央政治局委员。曾先后担任中共陕西、山东两省的省委书记，以及第十一届全国人大常委会副委员长兼秘书长，第十二届全国人大常委会副委员长（排名第一）兼中华全国总工会主席。

## 生平

### 天津市
大学毕业后，李建国一直在天津市的党政部门工作；先后在宁河县文教局、中共宁河县委宣传部、天津市农委宣传处、中共天津市委办公厅任职；曾是前中共天津市委书记李瑞环的政治秘书、兼“大管家”。在李瑞环主政天津的二十世纪八十年代，李建国在官场上不断得到提升；历任市委办公厅办公室副主任，市委办公厅副主任、主任，市委副秘书长、兼办公厅主任，市委常委、兼市委秘书长；后又出任中共天津市和平区委书记；1992年，晋升为中共天津市委副书记。

### 陕西省
1997年8月，调任中共陕西省委书记。1998年1月，当选为陕西省人大常委会主任。1998及2002年，先后在中共陕西省第九、十届党代会上当选连任省委书记职务。2003年当选连任陕西省人大常委会主任职务。

### 山东省
2007年3月，调任中共山东省委书记；2008年2月任山东省人大常委会主任（至2009年2月）。2007年5月，在中共山东省第九届党代会上当选连任省委书记职务。

### 中央、全国人大及全国总工会
2008年3月，在第十一届全国人民代表大会第一次会议上当选为第十一届全国人大常委会副委员长兼秘书长；晋升为国家级副职国家领导人，服务时任全国人大常委会委员长吴邦国。
2012年11月，在中共十八届一中全會上当选为中央政治局委員。
2013年3月，先后在中华全国总工会第十五届执行委员会第七次全体会议上和第十二届全国人大第一次会议上，接替了王兆国全国总工会主席和排名第一的全国人大常委会副委员长的职务。。2013年10月，中华全国总工会第十六届执行委员会第一次全体会议选举李建国为主席。
2017年10月，在中共十九大上卸任中共中央政治局委员。2018年3月，在十三届全国人大一次会议后卸任全国人大常委会副委员长职务，当月也卸任全国总工会主席职务。